# Los Mil Jinetes
Los Mil Jinetes es un dúo chileno de Folk pop compuesto por Cristóbal Briceño y Andrés Zanetta y formado en 2006. Con 5 discos publicados, un EP y un disco compilatorio, aparecieron en el panorama musical chileno con la publicación del disco Ándate Cabrita (2008) y el consiguiente Reconoceronte (2009).

## Historia
A fines de la década de los 2000's, mientras Cristóbal Briceño se hacía un nombre como el prolífico e irreverente compositor y líder de la banda Fother Muckers (luego renombrada Ases Falsos), nace este proyecto compuesto por Briceño y Andrés Zanetta (quien tenía un proyecto personal llamado Los Ejemplares y era colaborador asiduo de Fother Muckers). Este último, a pesar de su bajo perfil, ha jugado el rol preponderante como productor de los discos de la banda. 
Briceño y Zanetta se conocieron por amigos en común y paulatinamente desarrollaron un fiato que los llevó, en primera instancia, desde grabar demos caseros de Briceño en casa de Zanetta a empezar a crear bandas ficticias con nombres rimbobantes como 'Orquesta y Coro Los Innombrables' o 'la Bandita Análoga de Charca Chita' (con canciones que nunca vieron la luz). Todos estos serían antecedentes de lo que luego serían Los Mil Jinetes.
Mientras Fother Muckers se caracterizaba por su estilo power rock y letras más punzantes, Los Mil Jinetes son el lado más tierno de ambos compositores, con un sonido y letras 'naive' y de carácter más apacible y acogedor, sin perder nunca el tono irónico que caracteriza a Briceño, quien definiría el estilo de la banda como 'música valiente del buen corazón'. En enero del 2008 publican el disco Ándate Cábrita, grabado en Copequén, y que incluye metalófonos, melódica, baterías programadas, guitarras eléctricas y mucha guitarra de palo. Sus referencias constantes a la vida en la naturaleza, las vicisitudes de la vida y reflexiones más melancólicas hicieron del debut de Los Mil Jinetes uno de los discos que más llamó la atención en la escena independiente chilena, sin tener más promoción que las herramientas presentes en la época, como un perfil de Myspace y Fotolog, links de libre descarga y el boca a boca de los incipientes fanáticos de la banda. Algunos cortes destacados de este trabajo (del que no se desprende ningún single o videoclip, aunque sí algunas ediciones físicas hechas a mano) son 'Los Caminantes', 'Será mejor que no' y 'No te olvides de mí'.
A fines de 2009, publican su segundo disco Reconoceronte, que se caracteriza por sonido un poco menos rústico y una producción más profesional, sin perder la inocencia inicial de la banda. Además, en él hay más presencia de bases rítmicas electrónicas. En este disco se indagan temas como la soledad ('Al cine sin nadie', 'Un lugar desconocido'), viajes interprovinciales y espirituales ('Tarde muy tarde', 'Terminal'), y reflexiones más profundas y enseñanzas de la vida ('Pastor de Elefantes', 'De las montañas hasta el mar'). 'Reconoceronte' fue un disco que consolidó a la banda como uno de los proyectos más interesantes del indie folk chileno hacia la década del 2010.
En 2012, lanzan el disco 'Mundo tan mal hecho', de corte más apocalíptico, sonido más oscuro (y denso, gracias a la adición de aún más capas de sonido) y letras más crípticas que sus antecesores, coincidiendo con el mito del 'fin del mundo' de ese mismo año. De este trabajo, uno de sus cortes más reconocidos es la canción 'Libres', cuya letra está basada en una historia real y habla del mal de Alzheimer y posterior suicidio de una pareja de ancianos. Con el paso del tiempo, esta canción se volvió una de las más reconocidas de la banda.
El 21 de diciembre de 2012 publican la canción y video de 'Inténtalo', un cover folk rock de la canción del mismo nombre de 3Ball MTY, que para principios del 2020 ya cuenta con más de 330 mil visitas en YouTube.
Desde su aparición, Los Mil Jinetes se convirtió en otro de los proyectos emblema de Cristóbal Briceño, publicando discos regularmente hasta el año 2016, conservando el interés de los fanáticos sin tener tanta la exposición mediática y realizando contadas pero contundentes presentaciones en vivo.

## Discografía

### Álbumes de estudio
- 2008: Ándate Cabrita
- 2009: Reconoceronte
- 2012: Mundo tan mal hecho
- 2014: Miguel Canave y sus Mil Jinetes
- 2016: Fuera de mi vista
- 2023: Sube la montaña
- 2024: Instrumentales

### EP
- 2014: Ah, dulce especular
- 2024: Donde poder volver, Los Mil Jinetes en Radio Madero 19/10/2013

### Álbumes recopilatorios
- 2015: Rezagado - Historia descartada de Los Mil Jinetes

## Miembros
- Cristóbal Briceño
- Andrés Zanetta